# Cách mạng quân
Cách mạng quân (giản thể: 革命军; phồn thể: 革命軍) là một cuốn sách nhỏ mang tính cách mạng do Trâu Dung viết và xuất bản ở Thượng Hải năm 1903 với lời tựa của Chương Bính Lân. Tác phẩm này tuyên truyền về công lý và sự cần thiết của cuộc cách mạng, đồng thời vạch trần sự suy đồi và phản động dưới ách thống trị của người Mãn Châu. Tác giả công kích người Mãn Châu như một chủng tộc tà ác và kêu gọi Hán tộc thay thế họ. Mục đích của cuốn sách nhằm lật đổ chính quyền Mãn Thanh và thành lập nước Cộng hòa Trung Hoa bằng biện pháp cách mạng.
Năm 1902, Trâu Dung sang Nhật Bản du học, chịu ảnh hưởng tư tưởng cách mạng của Tôn Trung Sơn và cống hiến hết mình cho cuộc đấu tranh cách mạng dân chủ. Trong thời gian tại Nhật, Trâu Dung bắt tay viết một cuốn sách hơn 20.000 chữ Hán mang tên Cách mạng quân, qua đó ông trình bày một cách có hệ thống về mục tiêu, bản chất, nhiệm vụ và tương lai của cuộc cách mạng dân chủ.
Từ năm 1903, Cách mạng quân đã được tái bản thành 29 ấn bản tại Thượng Hải, Singapore, Nhật Bản, Hồng Kông và Hoa Kỳ, với hơn 1 triệu bản được phân phối, chiếm vị trí đầu tiên về doanh số bán sách cách mạng vào cuối thời Thanh.
Cách mạng quân là tác phẩm đầu tiên trong lịch sử Trung Quốc hiện đại tuyên truyền một cách có hệ thống và rõ ràng các tư tưởng dân chủ, cách mạng cộng hòa và kêu gọi thành lập nước cộng hòa dân chủ, và đóng vai trò xúc tác trong cuộc cách mạng dân chủ Trung Quốc. Nhà cách mạng lão thành Chương Sĩ Chiêu từng ca ngợi tác phẩm này là “cuốn sách giáo khoa đầu tiên cho dân tộc ngày nay".
Cuốn The Revolutionary Army. A Chinese Nationalist Tract of 1903 (tạm dịch: Cách mạng quân - Đường lối dân tộc chủ nghĩa của Trung Quốc năm 1903) của John Lust (The Hague: Mouton; Matériaux Pour L'étude De L'extrême-Orient Moderne Et Contemporain. Textes ; 6, 1968) cung cấp văn bản tiếng Trung, bản dịch tiếng Anh, phần Đề tựa mở rộng và phần chú thích chi tiết.